# Музей Коджаэли

Музей Коджаэли, он же Музей археологии и этнографии Коджаэли или Музей Измита, тур. Kocaeli Müzesi) — национальный музей в Коджаэли (Измит) на северо-западе Турции, в котором представлены археологические артефакты и этнографические объекты. Он расположен на территории бывшего железнодорожного вокзала Измита.

## История
Музей находится на улице Истасён в районе Козлу города Измит.
Железнодорожный вокзал был спроектирован немецким архитектором Отто Риттером. Строительство продолжалось с 1873 и 1910 годами. После того, как железная дорога, которая шла вдоль побережья Мраморного моря и проходила через центр города, была перенесена на север от города железнодорожная станция была закрыта.
После реставрационных работ по перепланировке, начатых в 2004 году, бывший вокзал был открыт в качестве музея в начале 2007 года. Музей состоит из 1965 археологических, 1549 этнографических предметов и 5155 монет. Помимо выставочных залов, здесь есть конференц-зал на 130 мест и лаборатория. Музейные предметы частично выставлены в залах музея, частично под открытым небом во дворе музея. Посетителей обслуживают паровоз и два железнодорожных вагона, переоборудованные под столовую и ресторан и расположенные перед музеем.
В залах музея выставлены артефакты палеолита, эллинской, римской, византийской и османской эпох.

## Галерея
- Монеты Римской Империи
- Статуя Геракла
- Бюст Сократа
- Статуи, изображающие времена года: лето, зима и осень (слева направо)
- Саркофаги во дворе музея
- Сцена в турецкой бане